# Апатин
А́патин (серб. Апатин) — населённый пункт городского типа в Сербии, в Воеводине, в Западно-Бачском округе, центр общины Апатин.

## География
Город на левом берегу реки Дунай, на границе с Хорватией. В трёх километрах к северу от города начинается канал Дунай-Тиса-Дунай. 
В районе города, вдоль Дуная протянулось Апатинское болото, площадь которого более 5000 гектар. Вместе с Моношторским болотом, Апатинское болото образует Специальный природный резерват «Верхнее Подунавлье» (Горње Подунавље).

## История
В 896 году на эту территорию приходят венгры и основывают своё государство, однако большинство населения здесь составляли славяне, пришедшие в эти края в VI веке.
Первое упоминание об Апатине в документах относится к 1011 году. Имя город получил по аббатству (опатија) Калочской епархии.
В XIV—XV веках здесь были феодальные имения, чьи хозяева строили дворцы, около которых поселялись рыбаки, охотники, мельники.
В 1417 Апатин упоминается как собственность сербского правителя Стефана Лазаревича.
В 1541 город попал под власть турок и был под ней 140 лет.
В 1748 в Апатин приходят немецкие колонисты, а сербское население насильно выселено. Колонисты были из разных краёв Германии. Их сборный центр был в городе Ульм, а оттуда по Дунаю они добрались до Апатина. Недалеко от пристани немцы воздвигнули церковь, построили центр с площадью, общественные и жилые здания, школу, ремесленные мастерские. В 1756 построены пивоваренный и винокуренный заводы, а в 1764 — один из крупнейших в Бачке текстильных заводов.
В 1760 Апатин получил статус города.
В конце XVIII века катастрофическое наводнение затопило Старый центр города, уничтожило все его строения и погубило половину жителей. Новый центр города был сформирован к северо-востоку от пивоваренного завода.
В 1912 Апатин соединён железной дорогой с Сомбором. В 1920 здесь основана судоверфь.
После капитуляции Югославии в 1941 Апатин был включен в состав Венгрии. 24 октября 1944 года партизаны Тито освободили город от фашистских войск.

## Население
Численность населения 14 613 человек (перепись 2022).
Этнический состав населения сложный. Большинство составляют сербы — 72,41 %. Проживают также румыны (5,01 %), венгры (4,39 %), хорваты (3,41 %) и представители других народов.
Численность совершеннолетних в городе — 15 639 человек, средний возраст населения — 40,2 года (мужчины — 38,6, женщины — 41,7). В городе имеется 6730 домохозяйство, среднее число человек в которых — 2,84.

## Экономика
В Апатине расположен самый крупный в Сербии пивоваренный завод. 
В 4 километрах от города находится курорт «Юнакович» (Јунаковић), который предлагает реабилитационные оздоровительные услуги, организует семинары и симпозиумы.

## Спорт
Апатин имеет долгую спортивную традицию. Наиболее известным спортсменом, рождённым в этих краях, является баскетболист, обладатель серебряной медали Летних олимпийских игр 1996 в Атланте Желько Ребрача.

## Известные личности
- Желько Ребрача (род. 1972), баскетболист
- Пал Абрахам (1892—1960), композитор